# Expression
Expression – jazzowy album Johna Coltrane'a zestawiony z ostatnich studyjnych nagrań Coltrane'a dokonanych przed jego śmiercią i wydany w roku 1967 przez firmę Impulse! Records.

## Historia i charakter albumu
Album został nagrany w lutym i marcu 1967 r. w czasie ostatnich sesji nagraniowych Coltrane'a przed jego śmiercią.
Tytuł albumu został wybrany osobiście przez samego Coltrane'a w piątek przed jego śmiercią w poniedziałek 17 lipca 1967 r. Producent Bob Thiele razem z muzykiem dość długo zastanawiali się na tytułem albumu i w końcu Coltrane powiedział: Expression. Oto czym on jest.
Coltrane nie zgodził się także na jakiekolwiek noty na okładce, gdyż pragnął aby muzyka mówiła za siebie.
Album ten zawiera także utwór wyjątkowy w całej dyskografii Coltrane - "To Be", gdyż jest to jedyne nagranie muzyka, w którym wykonuje utwór na flecie

## Utwory
| #  | Tytuł      | Czas  | Kompozytor                                            | Uwagi |
| -- | ---------- | ----- | ----------------------------------------------------- | --- |
| 1. | Ogunde     | 3:36  | wszystkie utwory albumu są autorstwa Johna Coltrane'a | nagr. 7 marca |
| 2. | To Be      | 16:20 |                                                       | nagr. 15 lutego |
| 3. | Offering   | 8:25  |                                                       | nagr. 7 marca |
| 4. | Expression | 10:50 |                                                       | data nagrania nieznana |
| 5. | Number One | 11:55 |                                                       | nagr. 7 marca; dodatkowy utwór na wznowieniach od 1993 r. Wydany poprzednio na The Mastery of John Coltrane, Vol. 3: Jupiter Variation |

## Muzycy
- John Coltrane - saksofon tenorowy, flet
- Pharoah Sanders - piccolo, flet, tamburyn
- Alice Coltrane - fortepian
- Jimmy Garrison - kontrabas
- Rashied Ali - perkusja

## Opis dysku
Wydanie oryginalne
- producent - Bob Thiele(inne języki)
- producent - John Coltrane
- inżynier nagrania - Rudy Van Gelder
- studio - Van Gelder Studio, Englewood Cliffs, New Jersey
- data wydania - wrzesień 1967
- nr katalogowy AS 9120

Wznowienia
- producent albumu - Michael Cuscuna(inne języki)
- producenci wykonawczy - Dave Grusin, Larry Rosen
- czas - 51:19
- wytwórnia płytowa - Impulse!
- wznowienia - MCA Records (1993), GRP Records (1993), Jazz Heritage (1997)

## Źródła
- Nat Hentoff. "Broszura do albumu"